# 馬克達魮
馬克達魮（学名：Barbus magdalenae）為輻鰭魚綱鯉形目鯉科的其中一個種。分布於非洲維多利亞湖及Nabugabo湖流域，體長可達6.6公分，棲息在沼澤區。

## 扩展阅读
維基物種上的相關：馬克達魮